# Axioúpoli
Axioúpoli (en griego: Αξιούπολη), conocido hasta 1927 como Bojmica (en griego: Μποέμιτσα; en macedonio: Боjмица), es una pequeña ciudad en el municipio de Peonia en la unidad periférica de Kilkís, en Macedonia Central, norte de Grecia. En el año 2001 la ciudad tenía una población de 3.458 habitantes y el municipio 6.725. 

## Ubicación
La ciudad se encuentra a 547 km al norte-noroeste de Atenas, la capital de Grecia; 62 km al noroeste de la capital regional, Tesalónica; 33,9 km al oeste de la capital de la unidad periférica, Kilkis, 3,5 km al oeste de Polikastro, y al oeste del río Axio.

## Nombre
Su nombre antiguo era Atalanta y se estableció en los tiempos prehistóricos. Como Atalanta fue conquistada por los botieos quienes eran cretenses y vinieron a la zona en el siglo XII a. C. En el siglo V a. C., Atalanta fue anexionada al reino macedonio y para entonces siguió la historia de la Grecia antigua. El nombre eslavo es Bojmica (Бојмица), obteniendo durante la era del Imperio Bizantino y proviene de una palabra eslava que significaba fuerte. Los eslavos, que entraron en la región en el siglo VII, llamaron a la zona Bojmica, que significa "pequeña Bojmia", debido a que el valle de Axios se parece al valle de Bohemia (aunque en la época otomana el valle del río Axio solía llamarse Roumlouki, lo que significa el "valle de los griegos"). La ciudad fue rebautizada como Axioúpoli el 1 de enero de 1927, por el río Axio, junto al cual se alza.

## Demografía
| Año  | Población |
| ---- | --------- |
| 1920 | 1.595     |
| 1928 | 1.945     |
| 1940 | 2.237     |
| 1951 | 2.738     |
| 1961 | 3.564     |
| 1971 | 3.155     |